# Fissidens ovatifolius
Fissidens ovatifolius là một loài Rêu trong họ Fissidentaceae. Loài này được R. Ruthe mô tả khoa học đầu tiên năm 1901.